# Cerkiew Opieki Matki Bożej w Reczpolu
Cerkiew Opieki Matki Bożej w Reczpolu – drewniana filialna cerkiew greckokatolicka znajdująca się w Reczpolu.

## Historia
Drewniana cerkiew pw. Opieki NMP położona we wschodniej części wioski, została wzniesiona w 1879 w miejscu starszej, drewnianej cerkwi. Należała do greckokatolickiej parafii w Krzywczy. W roku 1938 mieszkało w Reczpolu 260 grekokatolików na 720 mieszkańców wsi.
Cerkiew przez okres użytkowania była wielokrotnie remontowana. Cerkiew użytkowano do września 2006, kiedy to wybudowano i oddano do użytku w pobliżu szkoły nowy kościół.

## Architektura
Budynek drewniany, konstrukcji zrębowej, jednonawowy z prezbiterium zamkniętym trójbocznie, przy nim od północy kwadratowa zakrystia przebudowana w 1997. Nad babińcem mały chór muzyczny. Wnętrze nakryte stropem. Dach siodłowy, dwuspadowy, pokryty blachą na nim nad prezbiterium cebulasta kopuła obita blachą. Przed wejściem pierwotnie znajdował się ganek.
W latach 70. XX wieku została przebudowana na kościół rzymskokatolicki; nieco ją powiększono oraz usunięto wieżę nad babińcem. Wnętrze prezbiterium obito boazerią. Obecnie świątynia ta ma szerokości 5,90 m, długość nawy 10,80 m, długość prezbiterium 3,90 m.

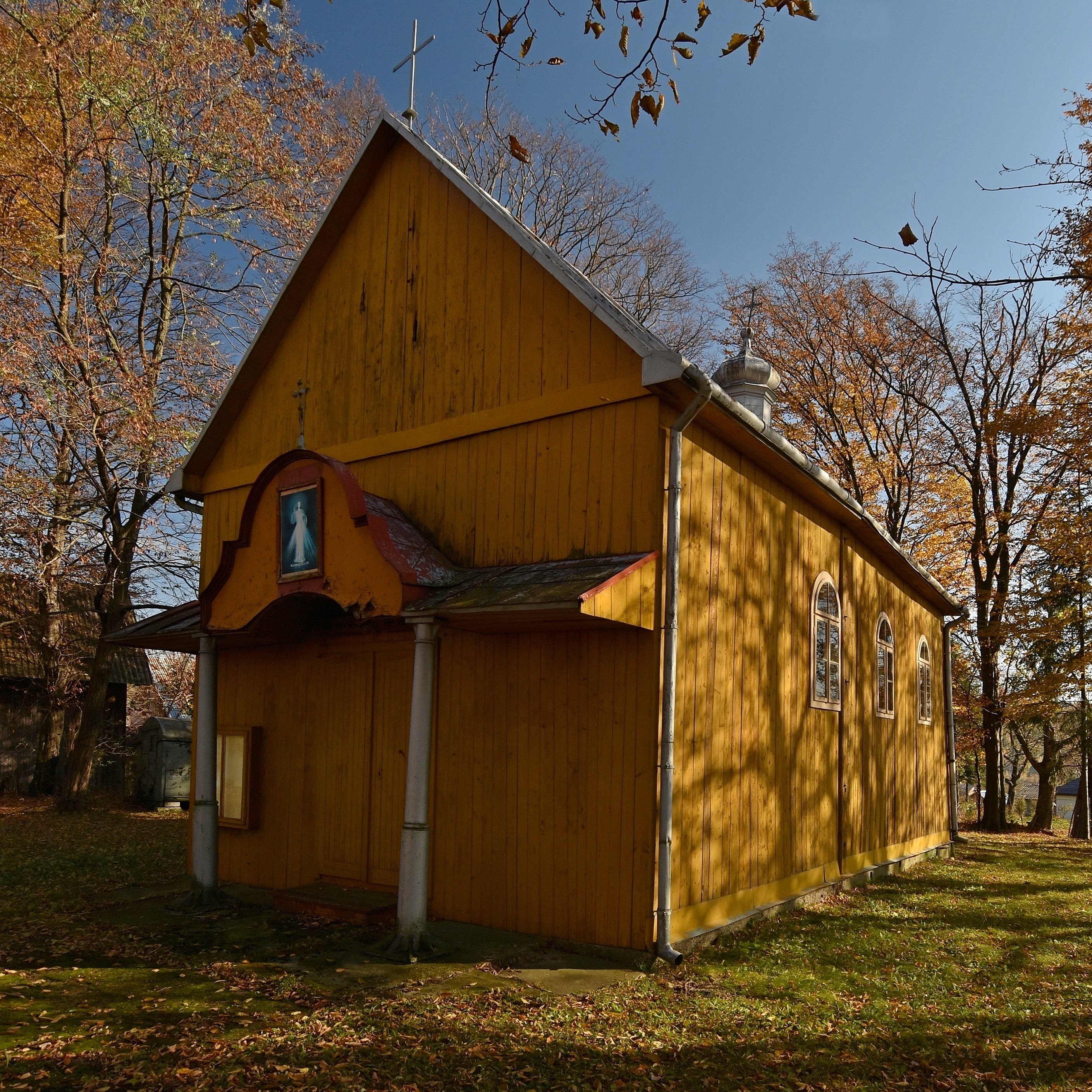
Elewacja frontowa
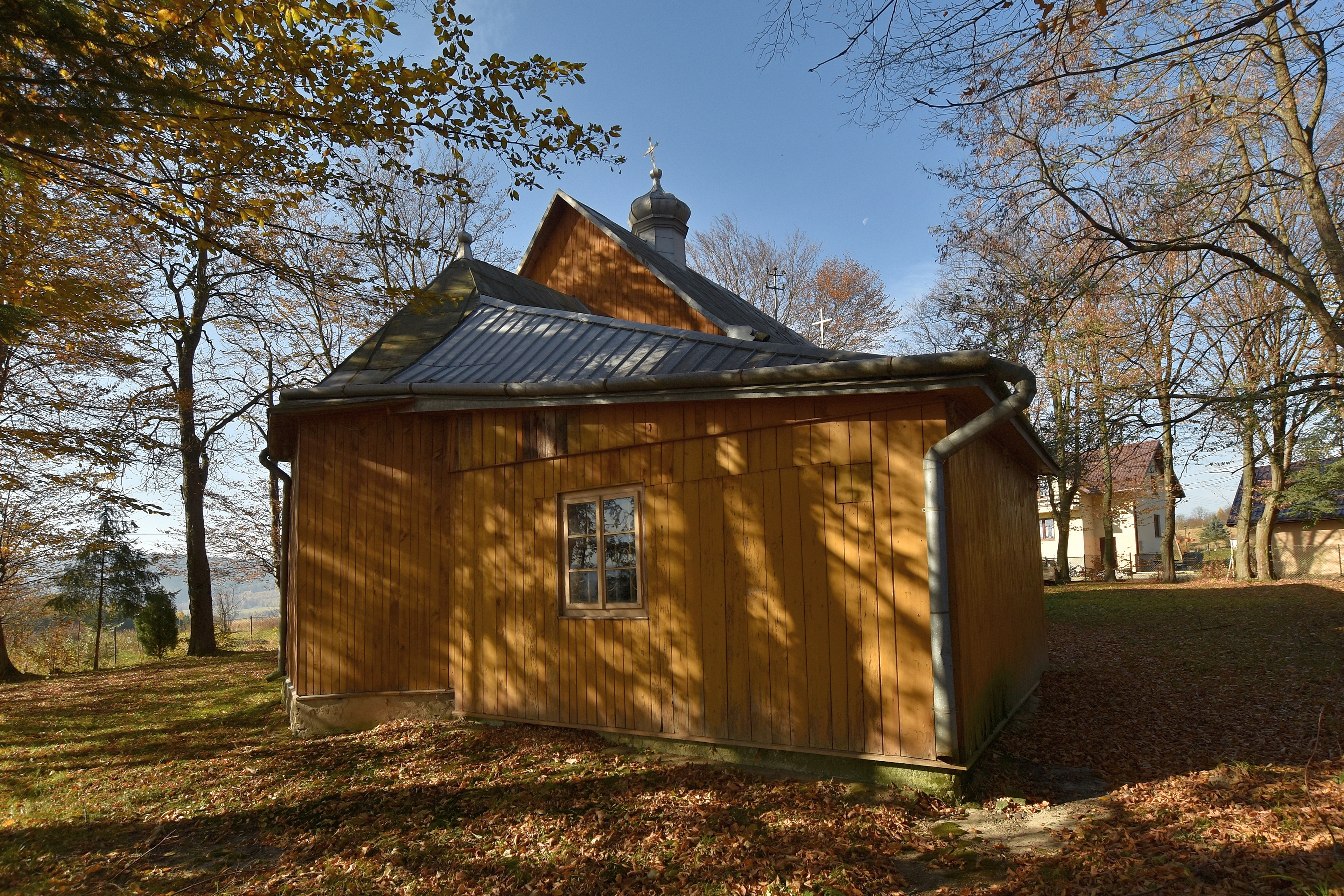
Widok od strony prezbiterium
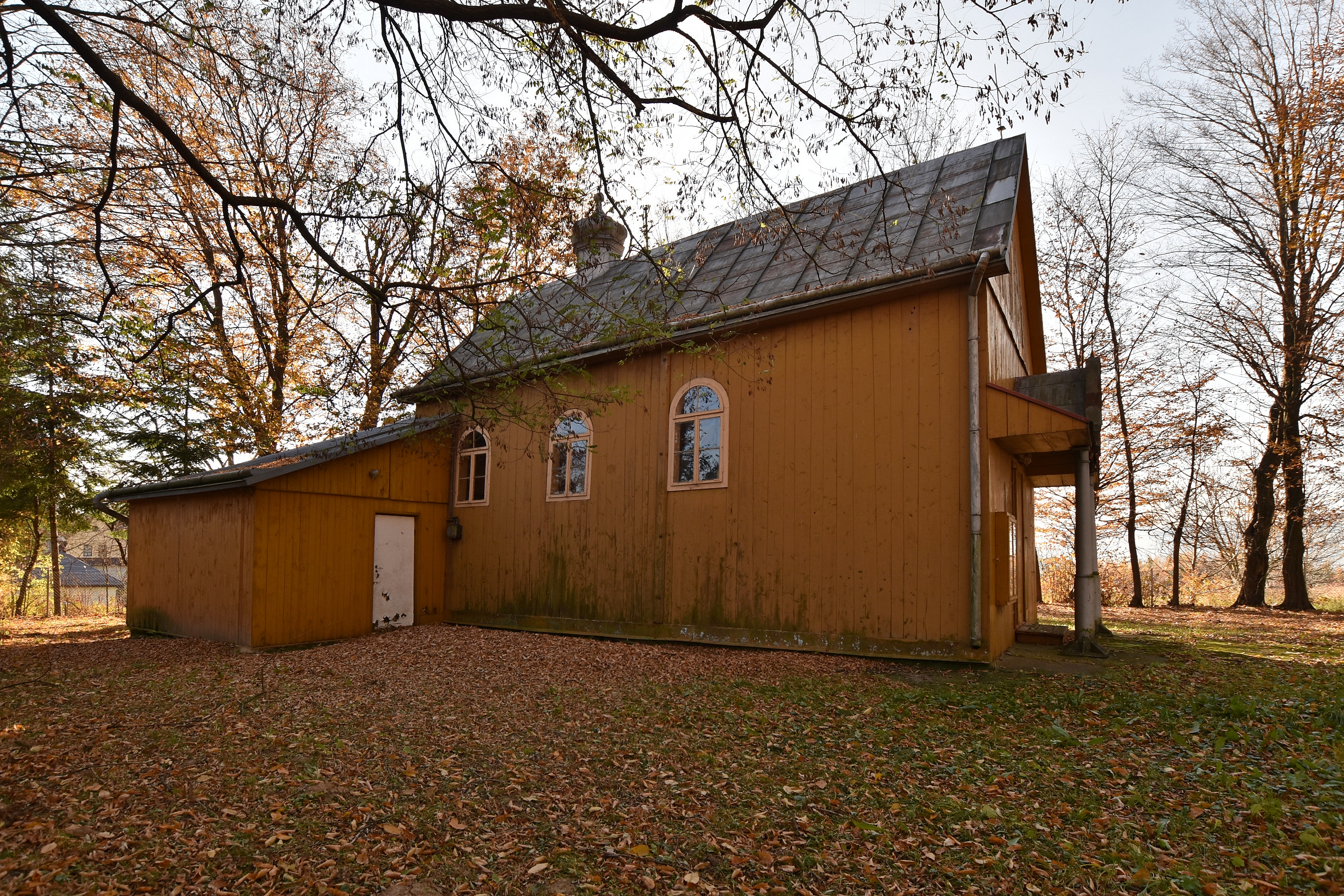
Elewacja boczna